# حمسيات أرضية
تعد الحَمَسَيّات الأرضية (المعروفة سابقًا باسم Bataguridae) (الاسم العلمي: Geoemydidae) واحدة من أكبر الفصائل والأكثر تنوعًا من رتبة السلاحف، تضم حوالي 70 نوعًا. تشمل الفصيلة سلاحف البرك الأوراسية والسلاحف النهرية والسلاحف الغابات الاستوائية.